# La torre de cubos
La torre de cubos és un llibre infantil de l'autora argentina Laura Devetach, que va ser prohibit durant la dictadura militar argentina autoanomenada Procés de Reorganització Nacional (PRN). El llibre, que tracta temes com la llibertat, la creativitat i la construcció de la identitat, va ser considerat subversiu pel règim, que va censurar moltes obres literàries per la seva possible influència en la formació del pensament crític i la resistència al poder. La torre de cubos presenta una narració poètica i simbòlica que parla de l'importance de la imaginació en un context d'opressió. Malgrat la seva prohibició, el llibre va continuar sent un símbol de la llibertat d'expressió i de la resistència cultural durant i després de la dictadura.

## Censura
Algunes de les raons per justificar la censura del llibre foren el seu excés d'imaginació, la manca d'objectius transcendents i la crítica a la propietat privada, el principi d'autoritat i la crítica a l'organització del treball. Primerament, el decret s'emeté a Santa Fe, província natal de l'autora, fent-se extensiva posteriorment a nivell nacional. El 2017, quasi quatre dècades més tard, en un gest simbòlic de reparació i homenatge, el govern de Santa Fe deixà sense efecte oficialment la prohibició de la dictadura.

## El llibre (1966)
El seguit de contes que conformen el llibre La torre de cubos prengueren forma entre el 1962 (arrel d'un concurs literari amb el primer premi pel conte La planta de Bartolo) i el 1964. Però, el llibre complet es publicaria el 1966 amb les icòniques il·lustracions de Víctor Viano per Eudecor, l'Editorial Universitaria de Córdoba (Argentina). Durant la dècada següent, no cesà de rebre les millors crítiques i distincions en diferents certàmens literaris.
Amb la censura del 1976 el llibre fou censurat perquè es considerava que tenia «graves falencias" como Distorsas [sic] y giros de mal gusto, simbología confusa, cuestionamientos ideológicos-sociales, objetivos no adecuados al hecho estético, ilimitada fantasía, carencia de estímulos espirituales y trascendentes». El llibre es tornà a reeditar el 1984, després de la reinstauració de la democràcia i l'autora volgué incloure un agraïment: "A totes les mestres i a tots els mestres que feren córrer aquests contes quan no es podia, moltes gràcies!".

### El conte
El conte que dona nom al llibre, és la història de com la Irene, havent construït una torre amb cubs de colors, per la finestra de la torre traspassa a un món paral·lel amb verds prats, maleducades cabretes i follets defensors del bé, d'on torna amb anhels de felicitat i projectes de bondat compartida.

### Els contes
La torre de cubos conté els següents contes, segons la primer edició de 1966:
- "Carta a los chicos"
- "La torre de cubos"
- "La planta de Bartolo"
- "El deshollinador qe no tenia Trabajo"
- "Nochero"
- "Mauricio y su silbido"
- "Monigote de carbón"
- "El pueblo dibujado"
- "Bumble y los marinos de papel"

### Edicions
Les diferents edicions de La torre de cubos registrades al web d'Imaginaria:
- Córdoba, Editorial Eudecor, 1966. Il·lustracions de Víctor Viano.
- Buenos Aires, Editorial Luis Fariña, 1969.
- Buenos Aires, Librería Huemul, 1973.
- Bratislava, Editorial Mladé Letá, 1984; Traduït al txec: il·lustracions de Kamila Stanclová.
- Buenos Aires, Ediciones Colihue, 1985, Colección Libros del Malabarista.